# Kraubath an der Mur
Kraubath an der Mur è un comune austriaco di 1 263 abitanti nel distretto di Leoben, in Stiria; ha lo status di comune mercato (Marktgemeinde).